# 7682 Miura
7682 Miura eller 1997 CY19 är en asteroid i huvudbältet som upptäcktes den 12 februari 1997 av den japanska astronomen Takao Kobayashi vid Ōizumi-observatoriet. Den är uppkallad efter Katsumi Miura.
Asteroiden har en diameter på ungefär 4 kilometer.